# Ecclisopteryx dalecarlica
Ecclisopteryx dalecarlica là một loài Trichoptera trong họ Limnephilidae. Chúng phân bố ở miền Cổ bắc.